# Right Angle Peak
Der Right Angle Peak ist ein 954 Meter hoher Berg im Süden des australischen Bundesstaates Tasmanien.
Er liegt am Südostteil der Frankland Range über dem Lake Pedder. Nordöstlich anschließend liegt der Secheron Peak. Unterhalb der Ostflanke liegen kleine Bergseen, wie der Lake Surprise.